# Румунія на Чемпіонаті світу з легкої атлетики 2017
Румунія на Чемпіонаті світу з легкої атлетики 2017, що проходив з 4 по 13 серпня 2017 року в Лондоні (Велика Британія) була представлена 15 спортсменами.

## Результати

### Чоловіки
Трекові і шосейні дисципліни
| Спортсмен             | Дисципліна   | Фінал     | Фінал |
| Спортсмен             | Дисципліна   | Результат | Місце |
| --------------------- | ------------ | --------- | ----- |
| Маріус Іонеску        | Марафон      | DNF       | –     |
| Нарціс Стефан Міхаіла | Ходьба 50 км |           |       |
| Флорін Алін Стірбу    | Ходьба 50 км |           |       |

Технічні дисципліни
| Спортсмен        | Дисципліна     | Кваліфікація | Кваліфікація | Фінал     | Фінал |
| Спортсмен        | Дисципліна     | Результат    | Місце        | Результат | Місце |
| ---------------- | -------------- | ------------ | ------------ | --------- | ----- |
| Андрей Гаг       | Штовхання ядра | 21.61 SB     | 11 q         | 19.96     | 12    |
| Александру Новак | Метання списа  |              |              |           |       |

### Жінки
Трекові і шосейні дисципліни
| Спортсмен              | Дисципліна   | Забіги    | Забіги | Півфінал         | Півфінал         | Фінал            | Фінал            |
| Спортсмен              | Дисципліна   | Результат | Місце  | Результат        | Місце            | Результат        | Місце            |
| ---------------------- | ------------ | --------- | ------ | ---------------- | ---------------- | ---------------- | ---------------- |
| Б'янка Разор           | 400 м        | 51.64     | 15 q   | 52.09            | 18               | Завершила виступ | Завершила виступ |
| Клаудія Бобоча         | 1500 м       | 4:11.20   | 35     | Завершила виступ | Завершила виступ | Завершила виступ | Завершила виступ |
| Ліліана Марія Драгомір | Марафон      | Н/Д       | Н/Д    | Н/Д              | Н/Д              | 2:53:30          | 67               |
| Паула Тодоран          | Марафон      | Н/Д       | Н/Д    | Н/Д              | Н/Д              | DNF              | –                |
| Андрея Арсіне          | Ходьба 20 км | Н/Д       | Н/Д    | Н/Д              | Н/Д              |                  |                  |
| Ана Вероніка           | Ходьба 20 км | Н/Д       | Н/Д    | Н/Д              | Н/Д              |                  |                  |

Технічні дисципліни
| Спортсмен          | Дисципліна        | Кваліфікація | Кваліфікація | Фінал            | Фінал            |
| Спортсмен          | Дисципліна        | Результат    | Місце        | Результат        | Місце            |
| ------------------ | ----------------- | ------------ | ------------ | ---------------- | ---------------- |
| Ангела Моросану    | Стрибки у довжину | 5.92         | 27           | Завершила виступ | Завершила виступ |
| Аліна Ротару       | Стрибки у довжину | 6.50         | 10 q         |                  |                  |
| Єлена Пантурою     | Потрійний стрибок | 14.02        | 14           | Завершила виступ | Завершила виступ |
| Б'янка Пері-Гелбер | Метання молота    | 65.07        | 24           | Завершила виступ | Завершила виступ |